# Acalolepta malaccensis
Acalolepta malaccensis là một loài bọ cánh cứng trong họ Cerambycidae.